# José Benito de Churriguera

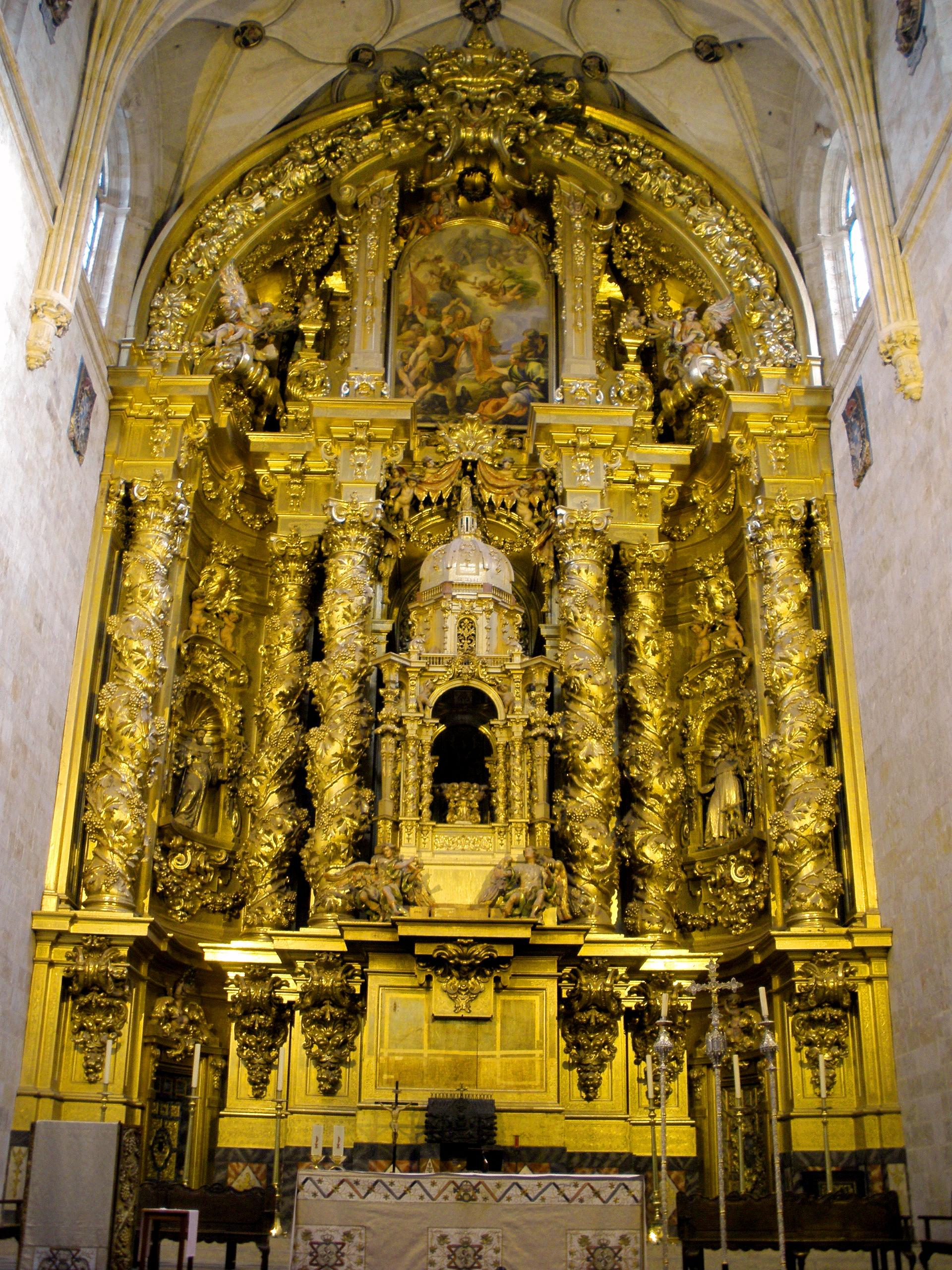
Das im Jahr 1692 von José Benito de Churriguera entworfene Altarretabel des Convento de San Esteban in Salamanca gilt mit seinen gedrehten 'Salomonischen Säulen' als eines der Hauptwerke des Churrigueresken Stils.

José Benito de Churriguera (* 21. März 1665 in Madrid; † 2. März 1725 ebenda) war spanischer Bildhauer, Bildschnitzer und Baumeister des Spätbarock.

## Biografie
Wahrscheinlich der Bildhauer- und -schnitzertradition seines Vaters folgend, war er zunächst in diesem Metier tätig. Beeinflusst von Gian Lorenzo Bernini, Francesco Borromini und Guarino Guarini schuf er Altarretabel für einige Kirchen Madrids, Salamancas und für die Capilla del Sagrario (oder auch Capilla del Santísimo Sacramento) in der Kathedrale von Segovia. Der Architektur wandte er sich erst im Jahr 1709 zu, indem er Entwürfe für die Kleinstadt Nuevo Baztán (Autonome Gemeinschaft Madrid) entwickelte, die als die großzügigste Stadtplanung Spaniens in der damaligen Zeit angesehen wird. Er entwarf und errichtete den Palast, die Kirche und die Manufaktur des Ortes. In den Jahren 1722/23 entwarf er das Rathaus von Salamanca.
Zusammen mit seinen beiden jüngeren Brüdern Joaquín de Churriguera (1674–1724) und Alberto de Churriguera (1686–1750), beide ebenfalls Architekten und Bildhauer, prägte er den üppigen Stil des spanischen Spätbarock, der einige neue Formen wie gedrehte Säulen oder kopfstehende Obeliskenpilaster hervorbrachte. Dieser Stil ging unter der Bezeichnung Churriguerismus in die Architektur- und Kunstgeschichte ein.

## Brüder
- Joaquín de Churriguera errichtete unter anderem das Colegio de Anaya und das Colegio de Calatrava in Salamanca.
- Alberto de Churriguera, der das größte Talent unter den drei Brüdern besaß, trat erst nach dem Tod seiner beiden älteren Brüder als selbstständiger Architekt hervor. Er plante und baute die Plaza Mayor (beg. 1729) und die Iglesia de San Sebastián (beg. 1731) in Salamanca. Obwohl er zum leitenden Architekten (maestro mayor) der Stadt aufgestiegen war, verließ er Salamanca im Jahre 1738. Sein letztes Werk war die Pfarrkirche Santo Tomás Apóstol in Orgaz (ab 1738).